# Staatliches Komitee für Körperkultur und Sport
Das Staatliche Komitee für Körperkultur und Sport galt mit der Gründung im Jahr 1952, als ein zentrales Organ der DDR, welches in Fragen der Körperkultur und des Sports die höchste Instanz darstellen sollte.

## Gründung
Mit der Gründung des Staatlichen Komitees im Jahr 1952 durch das Politbüro des ZK der SED verlor der Deutsche Sportausschuß seine führende Rolle, da dieser nach Meinung der SED zu wenig ideologische Arbeit leistete. Das Staatliche Komitee wurde auf Wunsch von Generalsekretär Walter Ulbricht und im Namen des Politbüros gebildet, um nach verkündeter Zielsetzung den „Aufbau des Sozialismus“ zu fördern und den Klassenkampf zu verschärfen, um letztendlich eine Angleichung an die UdSSR sowie das sowjetische Sportsystem zu erreichen. Mit der Einführung der neuen Sportstrukturen kam es auch zur Umverteilung der Aufgabenbereiche. Das Staatliche Komitee existierte neben dem Deutschen Sportausschuß und dem 1957 gegründeten DTSB als zentrales Organ in der Art eines Sportministeriums der DDR.

## Umstrukturierung 1970
Nach 18-jähriger Tätigkeit wurde das Staatliche Komitee 1970 ohne Vorankündigungen aufgelöst und das Komitee in ein Staatssekretariat für Körperkultur und Sport umgewandelt. Die SED forderte eine zunehmende Konzentration der Staatsmacht, womit es zur erneuten Aufteilung und Hierarchisierung der staatlichen und gesellschaftlichen Organisationen kam. Das Staatssekretariat wurde mit allen Vollmachten ausgestattet und besaß die Verantwortung und die Entscheidungsbefugnis für alle staatlichen Aufgaben im Bereich von Körperkultur und Sport. Das Prinzip der Zentralisierung entsprach dem leninistischen Führungsstil. Dieser Schritt festigte die Hierarchie des Sports, in der der DTSB-Präsident als einzige Instanz den Sport leitet. In der Hierarchie unter ihm stand der Abteilungsleiter Sport im Zentralkomitee der SED, Rudi Hellmann, und an dritter Stelle der Staatssekretär. Dies war Günter Erbach, zuvor Rektor der DHfK und kurze Zeit Präsident des Leichtathletikverbandes, der sein Amt als Staatssekretär 15 Jahre lang ausübte. Das Staatssekretariat war nur formal das zentrale Organ in Fragen Körperkultur und Sport, da die wirkliche Aufgabe darin bestand von der Öffentlichkeit als staatliche Verantwortung in Sachen Sport wahrgenommen zu werden. Dazu erhielt das Staatssekretariat die Aufgabe, die Sportwissenschaft anzuleiten und zu steuern, sodass vor allem dafür gesorgt werden sollte, dass der Sport in der DDR unter besten Bedingungen existieren konnte. Somit verwaltete das Staatssekretariat auch die Investitionsgelder für die Sportwissenschaft und die Sportmedizin.

## Zuständigkeitsbereiche
Wissenschaftlicher Rat
Dem Staatlichen Komitee, sowie zuvor dem Deutschen Sportausschuss, unterlag die Zuständigkeit für den Wissenschaftlichen Rat mit Sitz an der Deutschen Hochschule für Körperkultur in Leipzig. Der Rat bestand aus sportwissenschaftlichen Experten, welche über die Koordinierung und Planung sportwissenschaftlicher Forschung entschieden. Unterschieden wurden in Plenartagungen, in denen über Grundsatzfragen diskutiert wurde, und Fachkommissionen, wie der Geschichte, der Theorie der Körpererziehung und der Sportmedizin, in denen über fachspezifischen Projekte geredet und entschieden wurde. Nach 10 Jahren Tätigkeit wurde der Wissenschaftliche Rat zum Wissenschaftlich-methodischen Rat umgewandelt, um stärker dem Anspruch der Verschmelzung von Theorie und Praxis gerecht zu werden. Durch die Bildung neuer Sektionen und Fachkommissionen verlagerte sich die Gewichtung vermehrt zu den Anforderungen Sportpraxis und der Leistungssportforschung. Ab 1954 wurden zur mittel- und langfristigen Planung Jahresforschungspläne und ab 1961 perspektivische Rahmenforschungspläne aufgestellt. Mit der Umgestaltung des Staatlichen Komitees in ein Staatssekretariat wurden die Befugnisse des Wissenschaftlich-methodischen Rats 1971 deutlich verringert. Das äußerte sich in der Rückbenennung des Rates und der Streichung des Attributs „methodisch“ sowie der Abgabe von Aufgaben an das 1969 vom Staatssekretär errichtete Forschungsinstitut für Körperkultur und Sport.
Deutsche Hochschule für Körperkultur (DHfK)
Die deutsche Hochschule für Körperkultur diente zur Ausbildung von Trainern und Diplomsportlehrern für Betriebssportgemeinschaften und Sportclubs. Mit Unterstützung der SED wurde die DHfK 1950 gegründet und mit Anlehnung an Vorbilder wie die Hochschulen in Moskau und Leningrad aufgebaut. Die Hochschule wurde anfangs vom Deutschen Sportausschuß, 1952 vom Staatlichen Komitee für Körperkultur und Sport, ab 1960 vom Komitee und nach 1970 vom Staatssekretariat kontrolliert. Die Lehre und Forschung der Hochschule war stets nach der marxistisch-leninistischen Ideologie ausgerichtet. Die Hochschule umfasste Fakultäten und Institute und besaß eine Forschungsstelle, die stetig weiter ausgebaut wurde. Nach dem 25-jährigen Bestehen der Hochschule studierten durchschnittlich 2.000 Studierende an der Hochschule, welche von ca. 300 Lehrern und wissenschaftlichen Mitarbeitern unterrichtet wurden. Mit der „Wende“ und dem Mauerfall, versuchte die Hochschule, trotz „politischer Altlasten“ weiter zu bestehen, wobei 90 % des Personals entlassen wurde und die Hochschule als Fakultät der Sportwissenschaft in die Universität Leipzig eingeordnet wurde.
Forschungsinstitut für Körperkultur und Sport (FKS)
Neben der DHfK und anderen sportwissenschaftlichen Einrichtungen war auch das Forschungsinstitut für Körperkultur und Sport (FKS) mit Sitz in Leipzig, dem Staatlichen Komitee bzw. dem Staatssekretariat unterstellt. Das Forschungsinstitut arbeitete nach dem Prinzip der Praxiswirksamkeit und Effektivität, die nach dem Staatsratsbeschluss 1968, von der Sportwissenschaft verlangt wurde. Das Institut beschäftigte 650 Mitarbeiter und legte Wert darauf, eng mit Sportclubs, Trainern und Athleten zusammenzuarbeiten. Der Schwerpunkt lag auf der Forschung im Bereich des Hochleistungssport und der aktiven Mitgestaltung des Leistungssports. Durch immer engere Spezialisierung und ein Sich-Abkoppeln von der Grundlagenforschung (auch um die Doping-Forschung unter Verschluss zu halten) nahm die Leistungsfähigkeit des FKS in den letzten Jahren der DDR jedoch ab. Neben einer gesellschaftswissenschaftlichen Abteilung, die an Methoden der ideologischen Motivation arbeiteten, führte das Institut, auf Wunsch des Zentralkomitees der SED, Dopingforschung durch. Nach der politischen Wende und dem Einigungsvertrag wurde das FKS der Bundesregierung unterstellt und später in ein Institut für Angewandte Trainingswissenschaft (IAT) umgewandelt, womit die Einrichtung in reduzierter Form erhalten blieb.